# Köksal Yedek
Köksal Yedek (* 17. Januar 1985 in Avanos) ist ein türkischer Fußballspieler.

## Karriere

### Vereinskarriere
Köksal Yedek begann mit dem Vereinsfußball in der Jugendabteilung von Zeytinburnuspor und stieg hier im Sommer 2002 mit einem Profivertrag in den Profikader auf. Er war eine Spielzeit lang lediglich Ersatzspieler und debütierte in einem Drittligaspiel am 13. April 2003 gegen Kırklarelispor. Mit seiner zweiten Saison erkämpfte er sich einen Stammplatz und spielte durchgängig weitere eineinhalb Jahre für seinen Verein.
Zur Rückrunde der Spielzeit 2004/05 wechselte er zum Süper-Ligisten Kayserispor. Hier spielte er bis zum Saisonende fast ausschließlich für die Reservemannschaft und kam am letzten Spielzeit für die Profis zum Einsatz. Die nächsten eineinhalb Spielzeiten kam er als Auswechselspieler sporadisch zu Einsätzen. Für die Rückrunde der Saison 2006/07 spielte er als Leihgabe beim Drittligisten Şanlıurfaspor.
Im Sommer 2007 wechselte er dann zum Zweitligisten Kayseri Erciyesspor. Bis auf die Spielzeit 2009/10 beim Ligakonkurrenten Karşıyaka SK spielte er bis zum Sommer 2011 bei Erciyesspor. Mit Karşıyaka schaffte er es bis in die Play-offs der TFF 1. Lig und verpasste den Aufstieg erst im letzten Spiel.
Zur Saison 2011/12 wechselte er dann zum TFF-1. Lig-Aufsteiger Elazığspor. Hier etablierte er sich sofort als Leistungsträger seines Teams und war der Spieler mit den meisten Einsätzen. Am vorletzten Spieltag schaffte man den sicheren Aufstieg in die Süper Lig.
Yedek wechselte am 31. Januar 2014 zum Ligakonkurrenten Medical Park Antalyaspor und unterschrieb einen Vertrag bis Sommer 2015.
Bereits am Saisonende verließ er diesen Klub Richtung Zweitligist Gaziantep Büyükşehir Belediyespor. Im Sommer 2015 wechselte er innerhalb der TFF 1. Lig zum Erstligaabsteiger Kardemir Karabükspor. Sein Vertrag mit Karabükspor wurde im Oktober 2016 aufgelöst. Nach vertragsloser Zeit schloss es sich für eine Spielzeit Hatayspor an. Nach eineinhalb Jahren Pause ist Yedek für den unterklassigen Nişantaşıspor aktiv.